# 穆罗姆统治者列表
这是一份穆罗姆统治者的列表。穆罗姆是俄国境内的一座城市，在中世纪时是由留里克王朝成员统治的一个公国。
- ？ - 1015年 鲍里斯·弗拉基米罗维奇
- 1095年 - 1096年 伊贾斯拉夫·弗拉基米罗维奇
- 1096年 - 1129年 雅罗斯拉夫·斯维亚托斯拉维奇
- 1129年 - 1143年 尤里·雅罗斯拉维奇
- 1143年 - 1145年 斯维亚托斯拉夫·雅罗斯拉维奇
- 1145年 - 1155年 罗斯季斯拉夫·雅罗斯拉维奇
- 1155年 - 1162年 弗拉基米尔·斯维亚托斯拉维奇
- ？ - 1176年 尤里·弗拉基米罗维奇
- 1176年 - 1205年 弗拉基米尔·尤里耶维奇
- 1205年 - 1228年 达维德·尤里耶维奇
- 1228年 - 1237年 尤里·达维多维奇
- 1237年 - 1248年 雅罗斯拉夫·尤里耶维奇
- 1345年 - 1354年 尤里·雅罗斯拉维奇